# Eschiquier
L'eschiquier (ou échiquier de musique) est un instrument de musique à cordes et à clavier datant de la fin du Moyen Âge. 
On ne sait que très peu de choses sur l'instrument, il n'y a que deux représentations de lui dans le monde : sur un vitrail et une voute de la cathédrale du Mans en France. 
Le mystérieux instrument avait huit ou neuf cordes et donc huit ou neuf touches, placées dans une petite table qui était couverte d'un plateau d'échecs d'où son nom. 
Certains le considèrent comme l'ancêtre du piano et d'autres comme l'ancêtre du clavecin mais rien n'est sûr.
On retrouve l'instrument dans plusieurs textes du Moyen Âge. Guillaume de Machaut, compositeur, le mentionne dans une liste des instruments.
La légende dit que chaque roi avait son eschiquier et que ce dernier servait à envoyer des messages codés selon la combinaison des notes.
Il existe une reproduction de l'instrument au Mans reconstitué par Luc Chanteloup pour la bande dessinée médiévale Le Secret des anges.